# Berkut Air Services
Berkut Air Services is een Kazachse luchtvaartmaatschappij met haar thuisbasis in Almaty.

## Geschiedenis
Berku Air Services is opgericht in 1999.

## Vloot
De vloot van Berkut Air Services bestaat uit:(jan.2007)
- 3 Yakolev Yak-40()